# Telheiras (métro de Lisbonne)
Telheiras est une station du métro de Lisbonne sur la ligne verte.